# خواكين غوتيريز
خواكين غوتيريز (بالإسبانية: Joaquín Gutiérrez Mangel) هو صحفي وكاتب وشاعر كوستاريكي، ولد في 30 مارس 1918 في ليمون في كوستاريكا، وتوفي في 16 أكتوبر 2000 في سان خوسيه في كوستاريكا.

## سیره
وُلِد خواكين في مدينة ليمون على ساحل البحر الكاريبي. كانت هذه هي المنطقة الجغرافية التي ألهمت قصة كوكوري. انتقل جوتيريز إلى سان خوسيه عندما كان في التاسعة من عمره.
أثناء دراسته في المدرسة الثانوية، أسس غوتيريز وخمسة طلاب آخرين مجموعة أطلقوا عليها اسم الجناح الطلابي اليساري. وفي عام 1934 تخرج من مدرسة ليسيو دي كوستاريكا. بدأ دراسة القانون ولكن تم طرده أثناء إضراب الطلاب.

## وصلات خارجية
- خواكين غوتيريز على موقع 365Chess.com (الإنجليزية)